# Associació de Futbol de Montenegro
L'Associació de Futbol de Montenegro (en montenegrí: Fudbalski Savez Crne Gore, Фудбалски савез Црне Горе) és la institució que regeix el futbol a Montenegro. Agrupa tots els clubs de futbol del país i es fa càrrec de l'organització de la Lliga montenegrina de futbol i la Copa. També és titular de la Selecció de futbol de Montenegro absoluta i les de les altres categories. Té la seu a Podgorica.
Va ser fundada el 8 de març de 1931 amb el nom Cetinjski fudbalski podsavez com una subdivisió de l'Associació de Futbol de Iugoslàvia.
- Afiliació a la FIFA: 2006 (Associació de Futbol de Sèrbia i Montenegro)
- Afiliació a la UEFA: 2006 (Associació de Futbol de Sèrbia i Montenegro)